# Louis Morel d'Arleux
Pour les articles homonymes, voir Louis Morel (homonymie) et Morel.
Louis Morel d'Arleux, né à Abbeville le 27 janvier 1755 et mort à Paris le 6 avril 1827 , est peintre, dessinateur et graveur français.

## Biographie
Louis Morel d'Arleux est né dans une famille d'ancienne bourgeoisie originaire de Picardie. Elle est issue de Jean Mathieu Morel, maître pelletier , bourgeois d'Abbeville, (Somme).
Il fut conservateur du Cabinet des Dessins et des Estampes du musée du Louvre entre 1798 et 1827.
Ami proche de Louis-François-Sébastien Fauvel, il fut l'élève de Joseph-Marie Vien et séjourna à Rome entre 1786 et 1788.
Sa fille épouse en 1817 Louis René Villermé.